# دروازه وارونگر
| ورودی | خروجی   |
| آ     | وارون آ |
| ۰     | ۱       |
| ۱     | ۰       |

نماد سنتی دروازهٔ نات

نماد دروازهٔ وارونگر در کمیسیون الکتروتکنیکی بین‌المللی

دروازهٔ وارونگر یا گیت نات (به انگلیسی: NOT gate) یکی از دروازه‌های منطقی است که عمل نقیض را بر ورودی‌اش انجام می‌دهد. در هنگام نوشتن این دروازه را با نماد پریم یا بار نمایش می‌دهند (مثلاً {\displaystyle A^{\prime }} یا {\displaystyle {\bar {A}}}). این دروازه تنها یک ورودی و یک خروجی دارد و این دو با هم رابطهٔ عکس دارند یعنی اگر خروجی باشد ورودی نخواهد بود و اگر خروجی نباشد یعنی ورودی برقرار است. عملی که این دروازه انجام می‌دهد را متمّم نیز می‌گویند.

## تراشه‌ها
تراشهٔ ۷۴۰۴ و۷۴LS۰۴یک دروازهٔ وارونگر از سری ۷۴۰۰ است که شامل شش دروازهٔ منطقی نات می‌شود.

## نگارخانه

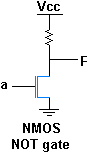
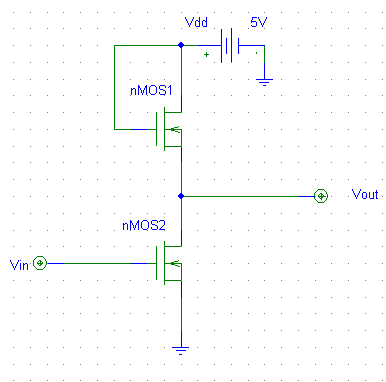